# Вейдо (Нью-Мексико)
Вейдо (англ. Vado) — переписна місцевість (CDP) в США, в окрузі Донья-Ана штату Нью-Мексико. Населення — 2930 осіб (2020).

## Географія
Вейдо розташоване за координатами 32°7′40″ пн. ш. 106°39′25″ зх. д. / 32.12778° пн. ш. 106.65694° зх. д. (32.127883, -106.657077).  За даними Бюро перепису населення США в 2010 році переписна місцевість мала площу 7,71 км², уся площа — суходіл.

## Демографія
Згідно з переписом 2010 року, у переписній місцевості мешкали 3194 особи в 848 домогосподарствах у складі 737 родин. Густота населення становила 414 особи/км².  Було 905 помешкань (117/км²).
Расовий склад населення:
| - 61,1 % — білих - 0,9 % — чорних або афроамериканців - 0,7 % — корінних американців - 0,2 % — азіатів - 33,8 % — осіб інших рас |

До двох чи більше рас належало 3,2 %. Частка іспаномовних становила 95,5 % від усіх жителів.
За віковим діапазоном населення розподілялося таким чином: 35,3 % — особи молодші 18 років, 57,1 % — особи у віці 18—64 років, 7,6 % — особи у віці 65 років та старші. Медіана віку мешканця становила 27,3 року. На 100 осіб жіночої статі у переписній місцевості припадало 99,7 чоловіків;  на 100 жінок у віці від 18 років та старших — 93,2 чоловіків також старших 18 років.
Середній дохід на одне домашнє господарство  становив 24 474 долари США (медіана — 24 938), а середній дохід на одну сім'ю — 23 726 доларів (медіана — 25 188). Медіана доходів становила 16 373 долари для чоловіків та 16 077 доларів для жінок. За межею бідності перебувало 53,1 % осіб, у тому числі 83,8 % дітей у віці до 18 років та 23,9 % осіб у віці 65 років та старших.
Цивільне працевлаштоване населення становило 940 осіб. Основні галузі зайнятості: освіта, охорона здоров'я та соціальна допомога — 32,0 %, мистецтво, розваги та відпочинок — 17,0 %, виробництво — 12,1 %, сільське господарство, лісництво, риболовля — 11,0 %.